# لهافيم

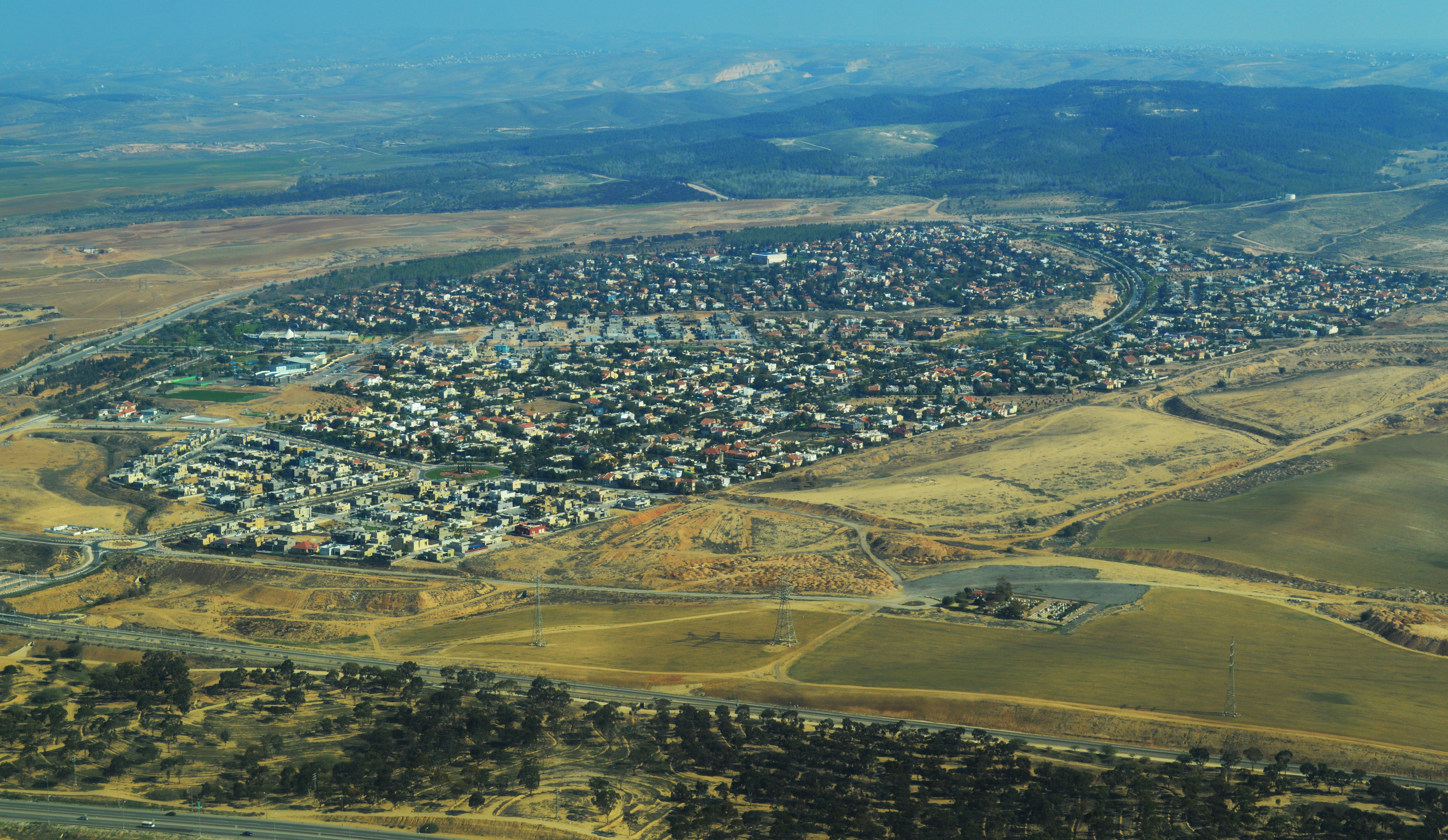
لهافيم من الجو،2012

لهافيم (بالعبرية: לְהָבִים) بلدة تقع في المنطقة الجنوبية من إسرائيل، في صحراء النقب. تأسست في عام 1983، تقع على بعد 15 كم شمال بئر السبع. في عام 2009، بلغ كان عدد السكان 6،000.